# Bougainvillia macloviana
Bougainvillia macloviana is een hydroïdpoliep uit de familie Bougainvilliidae. De poliep komt uit het geslacht Bougainvillia. Bougainvillia macloviana werd in 1836 voor het eerst wetenschappelijk beschreven door Lesson. 